# 大阪市電市岡車庫
大阪市電市岡車庫（おおさかしでん いちおかしゃこ）は、かつて大阪府大阪市港区市岡元町3丁目にあった大阪市電の車庫。

## 概要
市岡車庫は、1903年（明治36年）8月に大阪市電の第一期線として建設が開始された大阪市電築港線（花園橋西詰・築港桟橋間）の建設開始と同時に着工し、同年9月12日の築港線の開業と同時に、当時の大阪市西区市岡町（現在の大阪市港区市岡元町3丁目）に開設された。
大阪市電初の車庫として開設された市岡車庫は、木造二棟の粗末な造りで、単車でやっと10両が収容できるという小さな車庫であった。
建物は築港線に沿って建てられ、東西それぞれに入庫線と出庫線があった。この入庫線・出庫線と営業路線とのポイントでは度々脱線事故が発生しており、1906年（明治39年）10月には、東側の入庫線・出庫線と営業路線とのポイントで車庫の扉に6号車両が衝突し、門扉を破損したという記録が残っている。
このように小さく、設備も十分とはいえない市岡車庫であったが、市電開業当初の1号車両から10号車両まで、10両の車両の組立も行われた。
1908年（明治41年）8月1日、大阪市電の第二期線として大阪市電東西線（九条中通一丁目・末吉橋間）、大阪市電南北線（大阪駅前・恵美須町間、渡辺橋・大阪駅前間）が開業したのに伴い、同日に廃止された。跡地は現在、市岡元町公園になっている。